# Електростатичний потенціал
Потенціал електричного поля — енергетична характеристика електричного поля; скалярна величина, що дорівнює відношенню потенціальної енергії заряду в полі до величини цього заряду.
У електростатиці електростатичний потенціал {\displaystyle \varphi } визначається згідно із  {\displaystyle \mathbf {E} =-\nabla \varphi }, де {\displaystyle \mathbf {E} } — напруженість електричного поля.
Електростатичний потенціал визначений із точністю до довільної сталої. На практиці найчастіше за початок відліку слугує потенціал заряду на нескінченості, або потенціал землі.
У системі одиниць SI і на практиці вимірюється у вольтах.

## Потенціал навколо точкового заряду
Точковий заряд q створює в точці спостереження {\displaystyle \mathbf {r} } електричне поле з напруженістю
{\displaystyle \mathbf {E} =\mathbf {k} {\frac {q}{r^{2}}}}
Згідно з означенням електростатичного потенціалу
{\displaystyle \varphi =k{\frac {q}{r}}}
де коефіцієнт, залежний від системи вимірювань — наприклад, у SI:
k = 9·109 В·м/Кл,  q — величина заряду, r — відстань від заряду-джерела до точки, для якої розраховується потенціал.
В середовищі потенціал зменшується в {\displaystyle \varepsilon } разів, де {\displaystyle \varepsilon } — діелектрична стала.

## Властивості
Електростатичний потенціал має властивість адитивності: потенціал системи зарядів дорівнює сумі потенціалів, створених кожним із них.
{\displaystyle \varphi =\sum _{i}{\frac {q_{i}}{|\mathbf {r} -\mathbf {r} _{i}|}}}.
У випадку неперервного розподілу зарядів у просторі
{\displaystyle \varphi =\int {\frac {\rho (\mathbf {r} ^{\prime })}{|\mathbf {r} -\mathbf {r} ^{\prime }|}}d^{3}r^{\prime }}.
де ρ — густина заряду.
Часто для визначення електростатичного потенціалу зручно розв'язувати диференціальне рівняння, якому він задовольняє — рівняння Пуассона
{\displaystyle \Delta \varphi =-4\pi \rho }.

## Електростатичний потенціал системи заряджених провідників
На поверхні провідника електростатичний потенціал сталий, незалежно від форми провідника. Сталість потенціалу досягається перерозподілом зарядів. В такому випадку задачею електростатики є знаходження розподілу зарядів і водночас електростатичного потенціалу в просторі між цими зарядами, де потенціал задовольняє рівнянню Лапласа
{\displaystyle \Delta \varphi =0}.